# Bazzel Baz
‎Bazzel Baz (včasih samo Baz), ameriški častnik, operativec, TV igralec in pisatelj, 1956.
Bazzel Baz je psevdonim bivšega častnika Korpusa mornariške pehote ZDA in pripadnika CIE, ki zaradi narave svojega bivšega dela ne more razkriti svojega pravega imena zaradi možnih posledic s strani sovražnikov.

## Življenjepis
1978 je vstopil v Korpus mornariške pehote Združenih držav Amerike, kjer je ostal do leta 1985. Dosegel je čin stotnika; večino kariere je preživel kot teroristični častnik.
Istega leta, ko je izstopil iz Korpusa, se je pridružil CII in sicer Oddelku za specialne aktivnosti. Naslednjih deset let je deloval predvsem na protiterorističnih prikritih operacijah po daljnem in bližnjem vzhodu, v Severni Evropi, v srednji in Južni Ameriki, Sredozemlju in v Afrika. V CII je dosegel čin GS13 (enakovreden podpolkovniku).
1998 je začel delovati v filmski industriji, pri projektih, ki so bili povezani z njegovim delom. Tako je deloval kot član podporne ekipe, odigral nekaj manjših vlog, bil tehnični svetovalec in pridruženi producent pri The Agency. V resničnostni TV oddaji Combat Missions je bil edini pripadnik SADa, ki se je pomeril z drugimi operativci ameriških specialnih sil.
2001 je izdal knjigo, ki se ukvarja z protiterorističnim delovanjem.

## Odlikovanja
- obveščevalna pohvalna medalja

## Filmografija
- Legenda (1995)
- The Agency, 2002 (tudi tehnični svetovalec in pridruženi producent)
- Combat Missions, 2002

## Dela
- Terrorism Survival Handbook (Priročnik za preživetje terorizma; 2001)